# Cerastium lanceolatum
Cerastium lanceolatum là loài thực vật có hoa thuộc họ Cẩm chướng. Loài này được (Poir.) Volponi mô tả khoa học đầu tiên năm 2006.